# Sonali Deraniyagala
Sonali Deraniyagala (Colombo, Sri Lanka, 1964) es una economista y memorista de Sri Lanka.

## Trayectoria
Nacida en Colombo, Sri Lanka, estudió economía en  Universidad de Cambridge y tiene un doctorado de la Universidad de Oxford. Trabaja en el Departamento de Economía de la Escuela Estudios Orientales y Africanos de la Universidad de Londres y es investigadora de la Universidad de Columbia, en la Ciudad de Nueva York. Vive entre Nueva York, y Londres.
Se casó con el economista Stephen Lissenburgh, y mientras estaban de vacaciones en el parque nacional Yala de  Sri Lanka en diciembre de 2004, perdió a sus dos hijos, a su marido, a sus padres, a su mejor amigo y a la madre de este en el tsunami del Océano Índico. El tsunami entró dos millas tierra adentro y ella sobrevivió al aferrarse a una rama de árbol.
Deraniyagala se trasladó a Nueva York donde se convirtió en investigadora visitante de la Universidad de Columbia. Sus memorias de 2013, Wave (Ola), cuentan su experiencia en el tsunami y la evolución de su dolor durante los años siguientes. El libro fue finalista en 2013 al Premio del Círculo de Críticos Nacional del Libro (Autobiografía) y ganó el Premio PEN Ackerley. Este libro se utiliza actualmente como libro de prosa en el programa educativo (Nivel O) de Literatura inglesa en Sri Lanka.
Está casada con la actriz Fiona Shaw.